# Dolichopus sukharevae
Dolichopus sukharevae är en tvåvingeart som först beskrevs av Grichanov 1998.  Dolichopus sukharevae ingår i släktet Dolichopus och familjen styltflugor.
Artens utbredningsområde är Botswana. Inga underarter finns listade i Catalogue of Life.